# Ёдои, Тосио
Тосио Ёдои (яп. 淀井 敏夫 Ёдои Тосио, 15 февраля 1911, Асаго — 14 февраля 2005) — японский скульптор, член Японской академии художеств.

## Биография
Тосио Ёдои родился в городе Асаго, префектура Хиого. Считается одним из первых японских скульпторов модернистского и абстрактного направлений. В 1994 году Ёдои был удостоен официального титула «Персоны с заслугами в области культуры». В 2001 году ему был вручён лично императором Акихито Орден Культуры. Вручение награды императором рассматривается в Японии как совершенно особая честь.